# Alan Brinkley
Alan Brinkley (Washington, 2 de junho de 1949 - Nova Iorque, 16 de junho de 2019) foi um historiador especializado em política estadunidense que lecionou por mais de 20 anos na Universidade de Columbia. Foi professor da cátedra Allan Nevins de história. De 2003 a 2009 foi provost da universidade.

## Primeiros anos
Brinkley nasceu em Washington, filho de Ann (Fischer) e David Brinkley, um apresentador de televisão de carreira consolidada em canais como a NBC e ABC. Alan foi irmão do jornalista indicado ao Pullitizer Joel Brinkley. Brinkley graduou-se em história na Universidade de Princeton e recebeu seu doutorado na Universidade de Harvard em 1979. 

## Carreira
Dentro de sua pesquisa no meio acadêmico Brinkley estudou principalmente o período da Grande Depressão e da Segunda Guerra Mundial. Entre seus livros estão "Vozes de protesto: Huey Long, Padre Coughlin e a Grande Depressão (1983)", que ganhou o National Book Award ; "O fim da reforma: liberalismo do New Deal em recessão e guerra" (1995); "Liberalismo e seus descontentamentos" (1998); e "The Publisher: Henry Luce e His American Century" (2010), que ganhou o Prêmio Embaixador do Livro e o Prêmio Sperber, além de ser finalista do Prêmio Pulitzer. Ele é autor de duas breves biografias: Franklin D. Roosevelt (2009) e John F. Kennedy (2012). A biografia de Franklin Roosevelt foi traduzida e publicada no Brasil pela editora Amarilys.
Seu ensaio "O Problema do Conservadorismo Americano" foi publicado na American Historical Review em 1994. 
Foi professor de história dos Estados Unidos em Oxford (1998-1999) e professor de história dos Estados Unidos em Cambridge (2011-2012). Ele era um membro honorário do Rothermere American Institute da Universidade de Oxford. Ele recebeu o Prêmio de Ensino Jerome Levenson em 1982 na Universidade de Harvard, onde Brinkley lecionou por sete anos; e o prêmio Great Teacher em Columbia, em 2003. 
Ele foi o presidente do conselho do think thank Century Foundation em Nova York e o presidente do centro de estudos de ciências humanas estadunidense National Humanities Center, na Carolina do Norte. Ele também foi administrador da Oxford University Press de 2009 a 2012 e diretor da tradicional Dalton School. 
Em 2018, a Columbia University Press publicou "Alan Brinkley: A Life in History", editado por David Greenberg, Moshik Temkin e Mason B. Williams. O livro inclui ensaios sobre a bolsa de estudos e a toda a carreira acadêmica de Brinkley incluindo seus percausos pelo doutorado, bem como ensaios pessoais de amigos e colegas dele, incluindo historiadores de renome como A. Scott Berg, Frank Rich e Nicholas Lemann. 

## Livros didáticos
Brinkley foi o autor de dois livros didáticos de história estadunidense mais vendidos do país e atualizados com certa regularidade, "American History: A Survey" e "The Unfinished Nation". Eles são amplamente utilizados nas universidades e nas aulas do ensino médio da AP United States History. Ele também escreveu o livro de história da AP US History, "American History: Connecting With The Past ". 
Brinkley assumiu a editoria-chefe da nona edição do livro "American History: A Survey textbook from historians" com textos de Richard N. Current, Frank Freidel e T. Harry Williams. Ele se juntou à equipe para ajudar nas revisões de 1979. 
O historiador estadunidense Emil Pocock, avaliando a nona edição de 1995, teceu comentários sobre o livro: 
Típico do livro didático do mercado de massa. Brinkley oferece uma narrativa tradicional da história americana. Construida em torno de um núcleo de eventos políticos e econômicos, este atraente texto colorido contém uma boa seleção de ilustrações, mapas, tabelas e outros gráficos, além de outros recursos projetados para destacar a concorrência. Esta última edição integrou material adicional sobre imigrantes, nativos americanos, afro-americanos e mulheres na narrativa política.

## Vida pessoal
Ele morava em Nova York com sua esposa, Evangeline Morphos, e sua filha Elly. 
Ele morreu de complicações de demência frontotemporal.

## Trabalhos
- América no século XX (1960), em co-autoria com Frank Freidel; 5a ed. publicado em 1982 - usado nas aulas de história dos EUA no século XX.[8]
- American History: A Survey, originalmente de Richard N. Current, T. Harry Williams e Frank Freidel (1961), de Brinkley em edições recentes, chegando à 11ª edição. em 1995, 13a ed. em 2009 e 15ª ed. em 2015 - usado especialmente para os cursos de História da AP nos EUA e História do Bacharelado Internacional.[9]
- 1982 Vozes de protesto: Huey Long, padre Coughlin e a Grande Depressão - ganhadora do National Book Award[4][a][10]
- 1992 A nação inacabada: uma história concisa do povo americano (2 vols. ) Eds posteriores. são co-escritos por Harvey H. Jackson e Bradley Robert Rice.[11][12]
- 1995 O fim da reforma: liberalismo do novo acordo em recessão e guerra[13]
- 1997 Novos Artigos Federalistas: Ensaios em Defesa da Constituição com Nelson W. Polsby e Kathleen M. Sullivan
- Liberalismo de 1998 e seus descontentamentos[14]
- 1999 Cultura e política na grande depressão[15]
- Franklin Delano Roosevelt 2009[16]
- 2010 Editora: Henry Luce e seu século americano[17]
- 2012 John F. Kennedy: The American Presidents Series: O 35º Presidente, 1961-1963[18]

## Prêmios
- 1983 -  Prêmio Nacional do Livro para "Vozes de protesto"[4][a]
- 1987 -  Prêmio Memorial de Ensino Joseph R. Levenson, Universidade de Harvard
- 2003 - Prêmio Grande Professor, Universidade de Columbia
- Prêmio do Jornal Científico de 2006-2007 por Kathy Walh-Henshaw em St. Mary's Lancaster